# ジョージア植民地総督
ジョージア植民地総督では、13植民地の一つジョージア植民地（アメリカ合衆国ジョージア州の前身）の総督を列挙する。

## 一覧
| #  | 氏名                              | 任期            |
| -- | --------------------------------- | --------------- |
| 1  | ジェームズ・オグルソープ          | 1733年 - 1743年 |
| 2  | ウィリアム・スティーヴンス        | 1743年 - 1751年 |
| 3  | ヘンリー・パーカー                | 1751年 - 1752年 |
| 4  | パトリック・グレアム              | 1752年 - 1754年 |
| 5  | ジョン・レイノルズ                | 1754年 - 1757年 |
| 6  | ヘンリー・エリス                  | 1757年 - 1760年 |
| 7  | ジェームズ・ライト                | 1760年 - 1776年 |
| 8  | アーチボルド・キャンベル          | 1778年 - 1779年 |
| 9  | ジャック・プレヴォスト (暫定総督) | 1779年          |
| 10 | ジェームズ・ライト                | 1779年 - 1782年 |